# Кунож (посёлок)
Кунож — посёлок в Бабушкинском районе Вологодской области.
Входит в состав сельского поселения Миньковское (до 2015 года входила в Юркинское сельское поселение), с точки зрения административно-территориального деления — в Фетининский сельсовет.
Расстояние до районного центра села имени Бабушкина по автодороге — 85 км, до деревни Юркино по прямой — 26 км. Ближайший населённый пункт — Пустошь.
Население по данным переписи 2002 года — 360 человек (182 мужчины, 178 женщин). Преобладающая национальность — русские (98 %).